# 楚茨維爾 (聖加侖州)

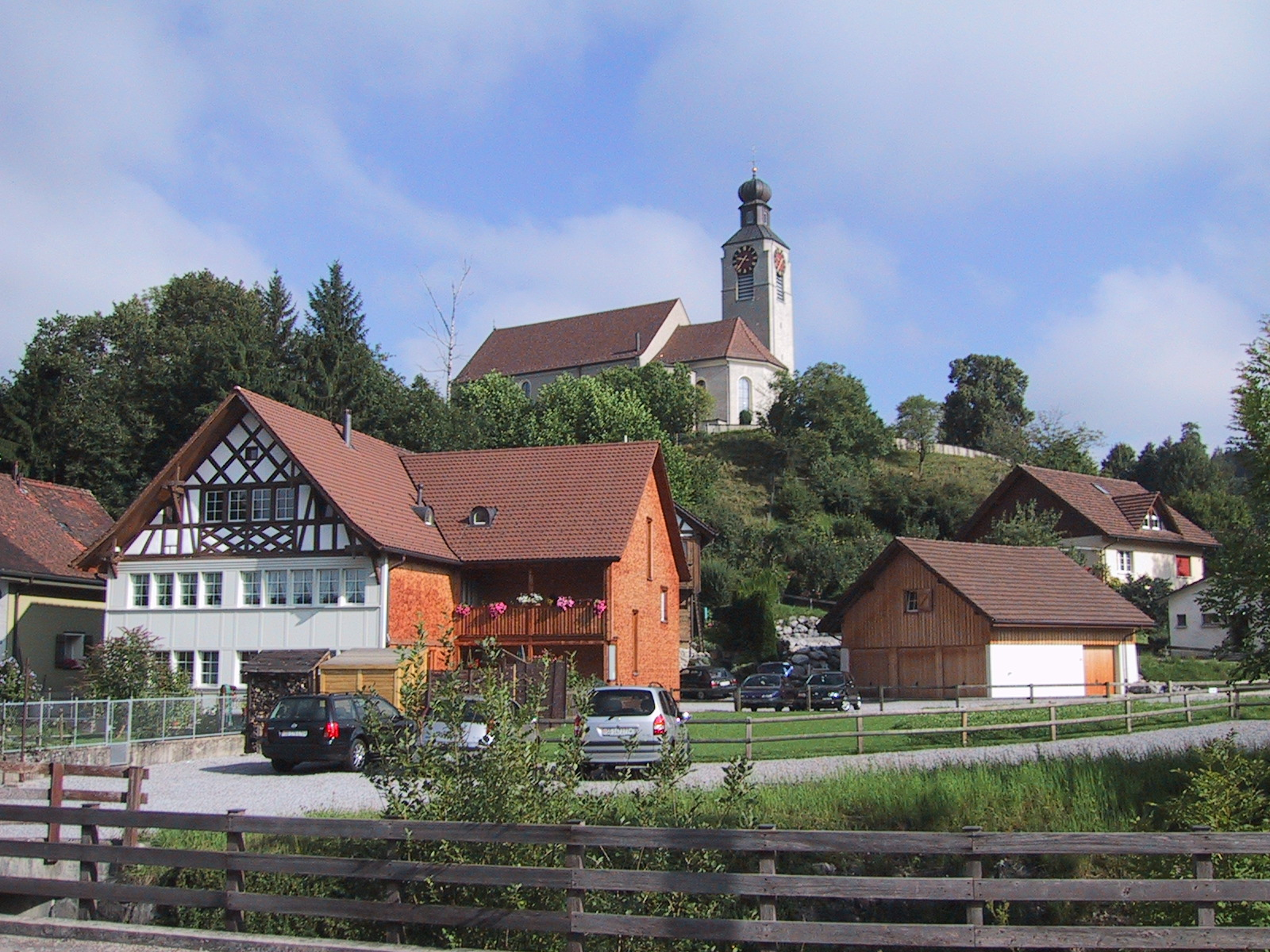

楚茨維爾是瑞士的城鎮，位於該國東北部，由聖加侖州負責管轄，面積8.96平方公里，海拔高度550米，2011年人口4,643，六成人口信奉羅馬天主教，人口密度每平方公里518人。

## 外部連結
- Municipality of Zuzwil - Official website （页面存档备份，存于） （德文）